# Pteragogus cryptus
Espèce
Synonymes
- Pterogogus cryptus Randall, 1981

Statut de conservation UICN

 LC  : Préoccupation mineure
Pteragogus cryptus est une espèce de poissons osseux de la famille des Labridaés.